# レモン電池

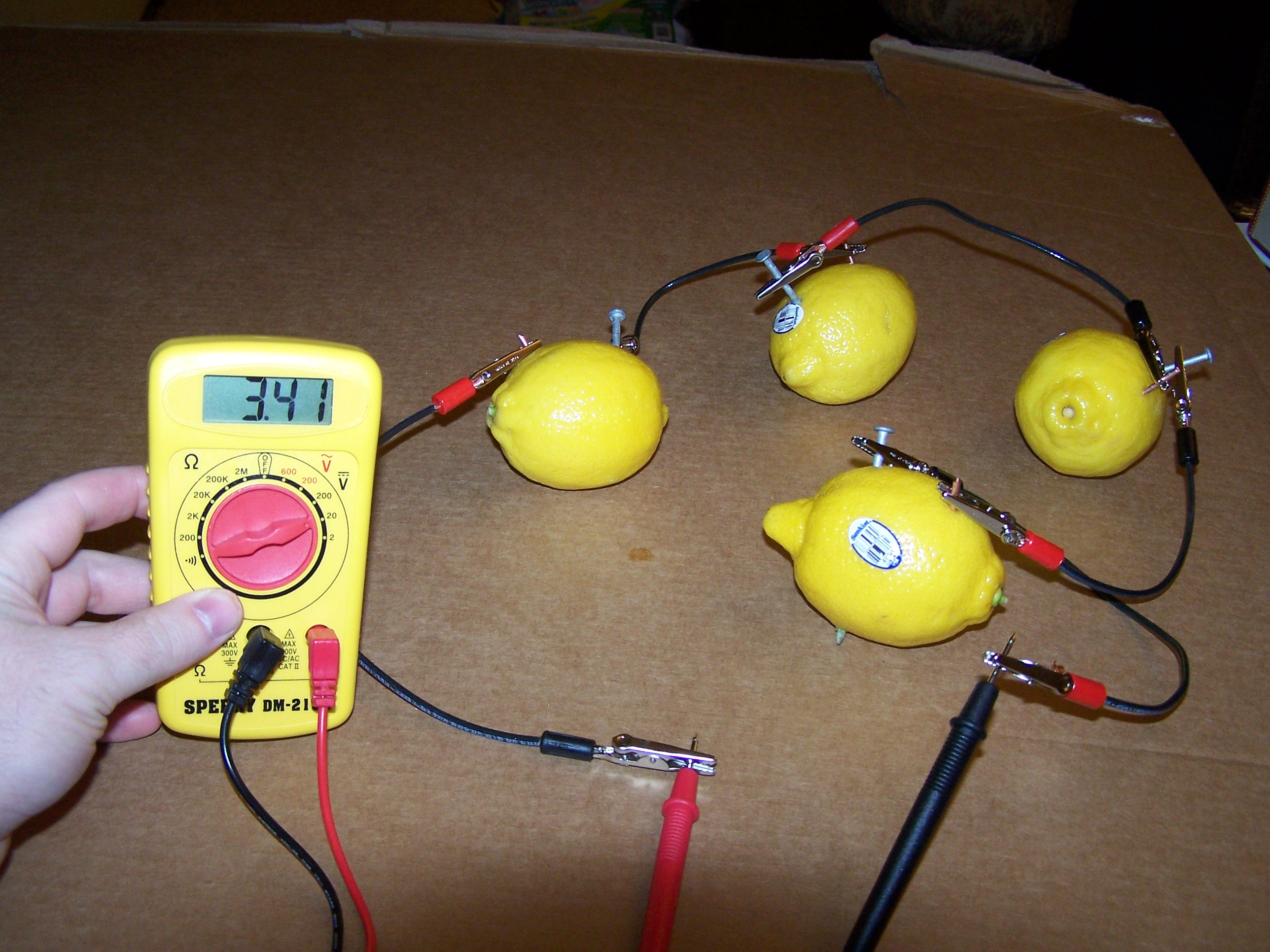
レモン電池による電流の発生

レモン電池（レモンでんち）はレモンの果実に亜鉛板と銅板を差し込んで作る簡易な電池である。
ボルタ電池と同様の原理であり、銅板と亜鉛板が電極、レモンに含まれている果汁が電解液となって電力を発生する。レモン以外にみかん、グレープフルーツなど他の果実を使って実験することも可能で、果物電池（くだものでんち）またはフルーツ電池とも呼ばれる。ジャガイモを使ったジャガイモ電池も原理は同様である。また、銅・亜鉛以外の金属を電極として使うこともできる。
子供向けの科学実験の題材としてよく用いられる。

## レモン電池の実験方法
実験には以下のものが使用される。

レモンに亜鉛板（灰色）と銅板（黄色）各1枚を差し込んで作ったレモン電池3個を直列接続し、LEDを接続して点灯させた図

- レモン - 電解質となる。他の果物や野菜、ジャガイモなど、様々な食品を使うことが可能。
- 銅板 - 正極となる。銅貨でも代用可能。
- 亜鉛板 - 負極となる。トタン板や亜鉛めっき釘などでも代用可能。入手しやすいアルミニウム板やアルミニウム貨を使う例もみられる。
- リード線
- LED（あるいは電子オルゴール、小型デジタル時計、テスターなど） - 電池の電力で作動する機器。

レモンに銅板・亜鉛板を1枚ずつ差し込んでレモン電池を作り、LEDの陽極と銅板、陰極と亜鉛板をそれぞれリード線で接続する。レモン電池1個では起電力が十分でなくLEDが点灯しない場合、右図のように複数のレモン電池を直列接続する。
上記のレモン以外の実験道具一式を同梱した実験用キットが販売されている。

## 発生する化学反応

硫酸電解液を用いた銅/亜鉛電池の断面図。図面は化学反応の原子モデルを示す。レモン電池は本質的に同じモデルを有する。

負極に亜鉛、正極に銅を使用した場合はボルタ電池と同様に、以下のような反応式で表される。
負極：{\displaystyle {\ce {Zn->Zn^{2}+\ +2{\mathit {e}}^{-}}}}
正極：{\displaystyle {\ce {2H^{+}\ +2{\mathit {e}}^{-}->H2}}}
亜鉛原子は2個の電子を放出して亜鉛イオン (Zn2+)となり、レモン果汁など食品中の電解質に入る。溶解した亜鉛原子からの2つの負に帯電した電子が亜鉛金属中に残る。酸性電解液中の2つの溶解したプロトン(H+)は互いに結合して水素分子(H2)となり、銅電極から水素の気泡となって放出される。

## レモン以外の材料による電池

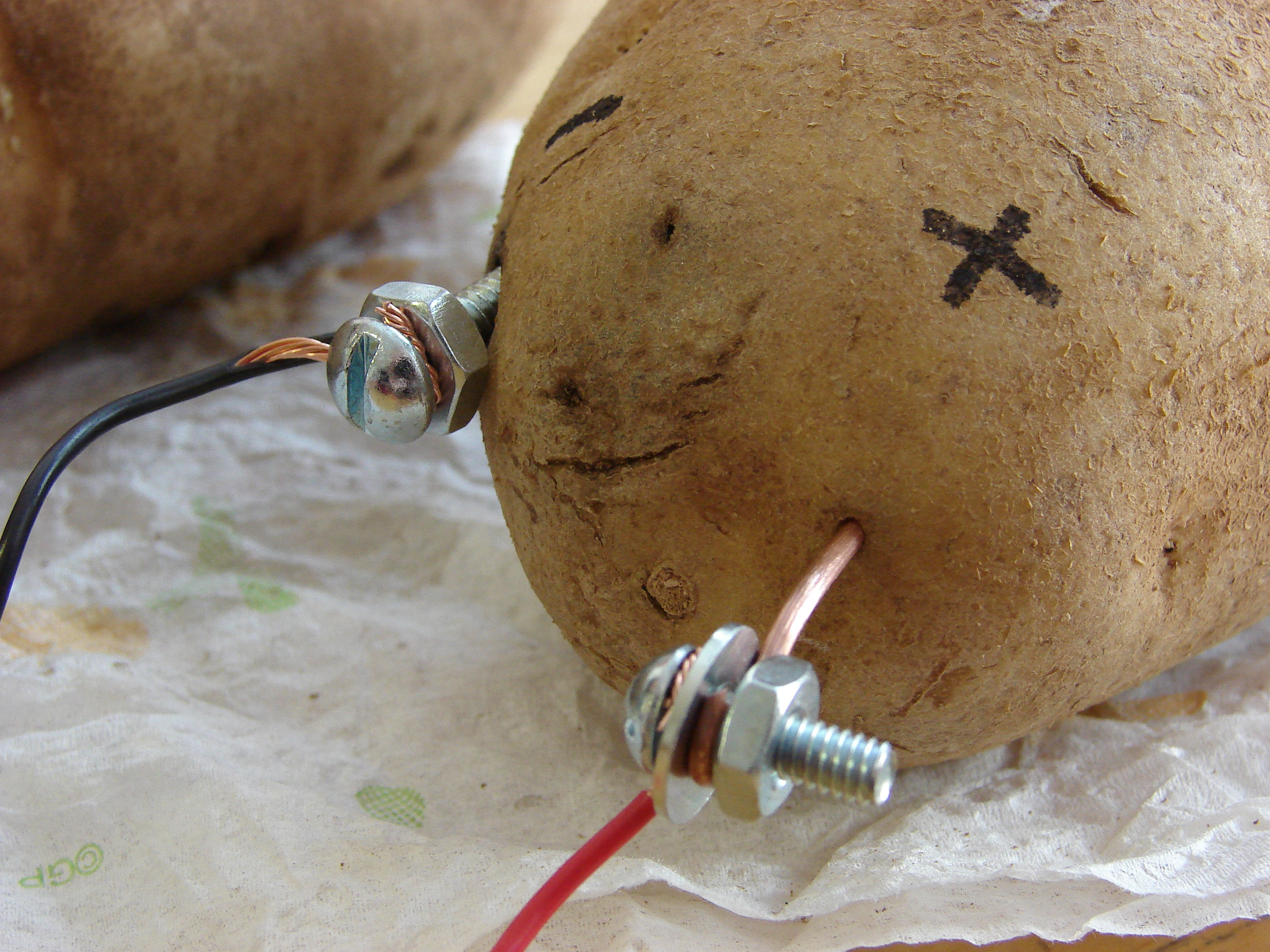
ジャガイモ電池の例。左側の - 印の部分にある電極は亜鉛めっきねじを差し込んだ負極。右側の + 印の部分にある電極は銅線を差し込んだ正極。

多くの果物や液体を酸性電解質として使うことができる。レモン、みかん、グレープフルーツなどの柑橘類にはクエン酸が含まれている。その酸性度 (pH) は様々である。
ジャガイモにはリン酸が含まれており、リン酸が電解質となり電池となる。電力のない地域でLED照明を付けたジャガイモ電池を使うことが提案されている。ヘブライ大学のラビノヴィッチ教授は、1個のジャガイモを8分間茹でたあと4つまたは5つに切り、それぞれに銅電極と亜鉛電極を差し込み直列に接続してLEDに電力を供給する実験を行い、40日間にわたってLEDを点灯させることができたことを発表した。ジャガイモを茹でることで、ジャガイモの内部の有機組織を分解して抵抗を減らし、電子がより自由に動くことができるようになるという。
また、キャラニア大学のジャヤスリヤ教授の研究チームは、プランテンの茎を煮沸して切り刻んで実験を行い、乾燥が防止されていれば500時間以上にわたってLEDを点灯させることができることを発見している。
ほかに、野菜で実験を行うこともできる。食酢などの液体を容器に入れて電極を浸し、電解液として使うこともできる。
使った食品によって電池の起電力は異なる。同じ食品でも、銅や亜鉛以外の金属を電極として使った場合、銅/亜鉛とはイオン化傾向の差が異なるため、起電力が異なる。たとえば亜鉛の代わりに亜鉛よりもイオン化傾向の大きいマグネシウムを負極として使い銅/マグネシウムの電池とした場合、銅/亜鉛の電池よりも起電力は高くなる。

## 各種作品での登場例
- ゲーム『ポータル2』に登場する。GLaDOSがジャガイモ電池に取り付けられる[2]。